# پسیکتریا فرستریانا
پسیکتریا فرستریانا (نام علمی: Psychotria forsteriana) نام یک گونه از تیره روناسیان است.